# 施光恒
施 光恒（せ てるひさ、1971年 - ）は、日本の政治学者。九州大学大学院比較社会文化研究院教授。学位は博士（法学）（慶應義塾大学・2001年）。現代政治理論、政治哲学、人権論。

## 経歴
福岡県出身。台湾出身の祖父を持つクォーターであり、父は福岡大学経済学部名誉教授の施昭雄。
西南学院中学校、福岡県立修猷館高等学校を経て、慶應義塾大学法学部政治学科卒業。英国シェフィールド大学大学院政治学研究科哲学修士（M.Phil.）課程を修了、優等哲学修士（Master of Philosophy with Distinction）を取得。2001年、慶應義塾大学大学院法学研究科政治学専攻博士課程修了、学位論文「可謬主義的リベラリズムの政治制度:市場機構、人権制度、中間的共同体」により慶應義塾大学博士（法学）取得。

## 人物
- ファシストの外山恒一は西南学院中学校の同級生。外山は施を「リベラルな保守系政治学者という私同様にコジレた立ち位置で活躍」と評している[4]。

## 著作

### 単著
- 『リベラリズムの再生 可謬主義による政治理論』（慶應義塾大学出版会、2003年）
- 『英語化は愚民化 日本の国力が地に落ちる』（集英社新書、2015年）
- 『本当に日本人は流されやすいのか』（角川新書、2018年）

### 共編著
- 黒宮一太共編『ナショナリズムの政治学--規範理論への誘い』ナカニシヤ出版、2009年
- 松永典子・吉岡斉編著『「知の加工学」事始め‐受容し、加工し、発信する日本の技法‐』編集工房球、2011年

### 共著
- 中野剛志・柴山桂太共著『まともな日本再生会議:グローバリズムの虚妄を撃つ』アスペクト、2013年

### 翻訳・監訳
- ウィル・キムリッカ『現代政治理論』日本経済評論社、2002年
- ダニエル・A・ベル『「アジア的価値」とリベラル・デモクラシ 東洋と西洋の対話』風行社、2006年
- デイヴィッド・ミラー『ナショナリティについて』風行社、2007年
- デイヴィッド・ミラー『国際正義とは何か グローバル化とネーションとしての責任』風行社、2011年
- バーナード・クリック『シティズンシップ教育論 政治哲学と市民』法政大学出版局、2011年
- ウィル・キムリッカ『土着語の政治 ナショナリズム・多文化主義・シティズンシップ』法政大学出版局、2012年。監訳
- マイケル・リンド『新しい階級闘争 大都市エリートから民主主義を守る』東洋経済新報社、2023年。監訳、寺下滝郎訳

## 雑誌連載
- 『表現者』（ジョルダン）
2013年3月号から「『国づくり』思想の再生」を連載。

## 出演
- 論壇チャンネル「ことのは」2021年9月より、番組（「施光恒の新日本国家論」）を配信中。